# Hertog van Marlborough

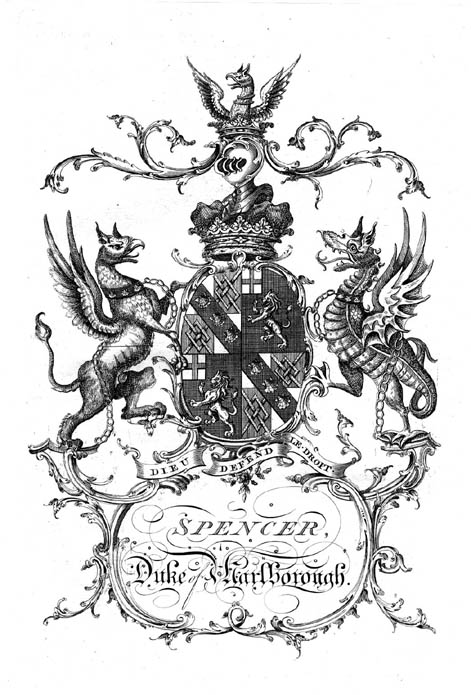
Wapen van de hertog van Marlborough

Hertog van Marlborough (Engels: Duke of Marlborough) is een Engelse adellijke titel. 
De titel hertog van Marlborough werd gecreëerd in 1702 door koningin Anna voor haar favoriet John Churchill, 1e graaf van Marlborough.
Churchill kreeg tevens het paleis van Blenheim van de koningin, wat sindsdien de hoofdzetel van de familie is gebleven. Winston Churchill (zoon van een jongere zoon van de 7e hertog) is daar geboren in 1874.
De oudste zoon van de hertog heeft de hoffelijkheidstitel Markies van Blandford.

## Hertog van Marlborough (1702)
- John Churchill, 1e hertog van Marlborough (1702–1722)
- Henrietta Godolphin, 2e hertog(in) van Marlborough (1722–1733)
- Charles Spencer, 3e hertog van Marlborough (1733–1758)
- George Spencer, 4e hertog van Marlborough (1758–1817)
- George Spencer-Churchill, 5e hertog van Marlborough (1817–1840)
- George Spencer-Churchill, 6e hertog van Marlborough (1840–1857)
- John Spencer-Churchill, 7e hertog van Marlborough (1857–1883)
- George Spencer-Churchill, 8e hertog van Marlborough (1883–1892)
- Charles Spencer-Churchill, 9e hertog van Marlborough (1892–1934)
- John Spencer-Churchill, 10e hertog van Marlborough (1934–1972)
- John Spencer-Churchill, 11e hertog van Marlborough (1972-2014)
- Charles James Spencer-Churchill, 12e hertog van Marlborough (2014-heden)